# Bidart
Bidart (baskisch Bidarte) ist eine französische Gemeinde mit 7674 Einwohnern (Stand: 1. Januar 2022) im Département Pyrénées-Atlantiques in der Region Nouvelle-Aquitaine. Sie liegt im Arrondissement Bayonne und ist Teil des Kantons Saint-Jean-de-Luz. Die Einwohner heißen Bidartar.

## Geografie
Bidart ist Teil der historischen baskischen Provinz Labourd und liegt am Fluss Uhabia, der hier in den Golf von Biskaya mündet. Umgeben wird Bidart von den Nachbargemeinden Biarritz im Norden, Arbonne im Osten, Ahetze im Südosten, Saint-Jean-de-Luz im Süden und Guéthary im Südwesten.
Durch die Gemeinde führen die frühere Route nationale 10 und die Autoroute A63 von Bordeaux über Bayonne nach San Sebastian.

## Geschichte
Die Adlige Natalia von Serbien ließ in Bidart die Villa Sacchino errichten. Als intimer Gast des Hauses war häufig der Schriftsteller Pierre Loti zugegen.
Im März 1992 fand in Bidart eine großangelegte Polizeiaktion gegen die ETA statt, bei der zwölf Verantwortliche der Organisation verhaftet wurden.

## Sehenswürdigkeiten
- Château d’Ilbarritz, errichtet zwischen 1895 und 1897 für den Baron Albert de l’Espée, seit 1990 Monument historique
- Turm L’Atalaye
- Kirche Notre-Dame de l’Assomption, im 16. Jahrhundert errichtet, Monument historique seit 2001
- Kapelle Sainte-Madeleine, im 19. Jahrhundert errichtet

## Bildung
Die Stadt beherbergt die Ingenieurschule École supérieure des technologies industrielles avancées.

## Persönlichkeiten
- Giovanni Rossi (1926–1983), schweizerisch-französischer Radrennfahrer

## Galerie

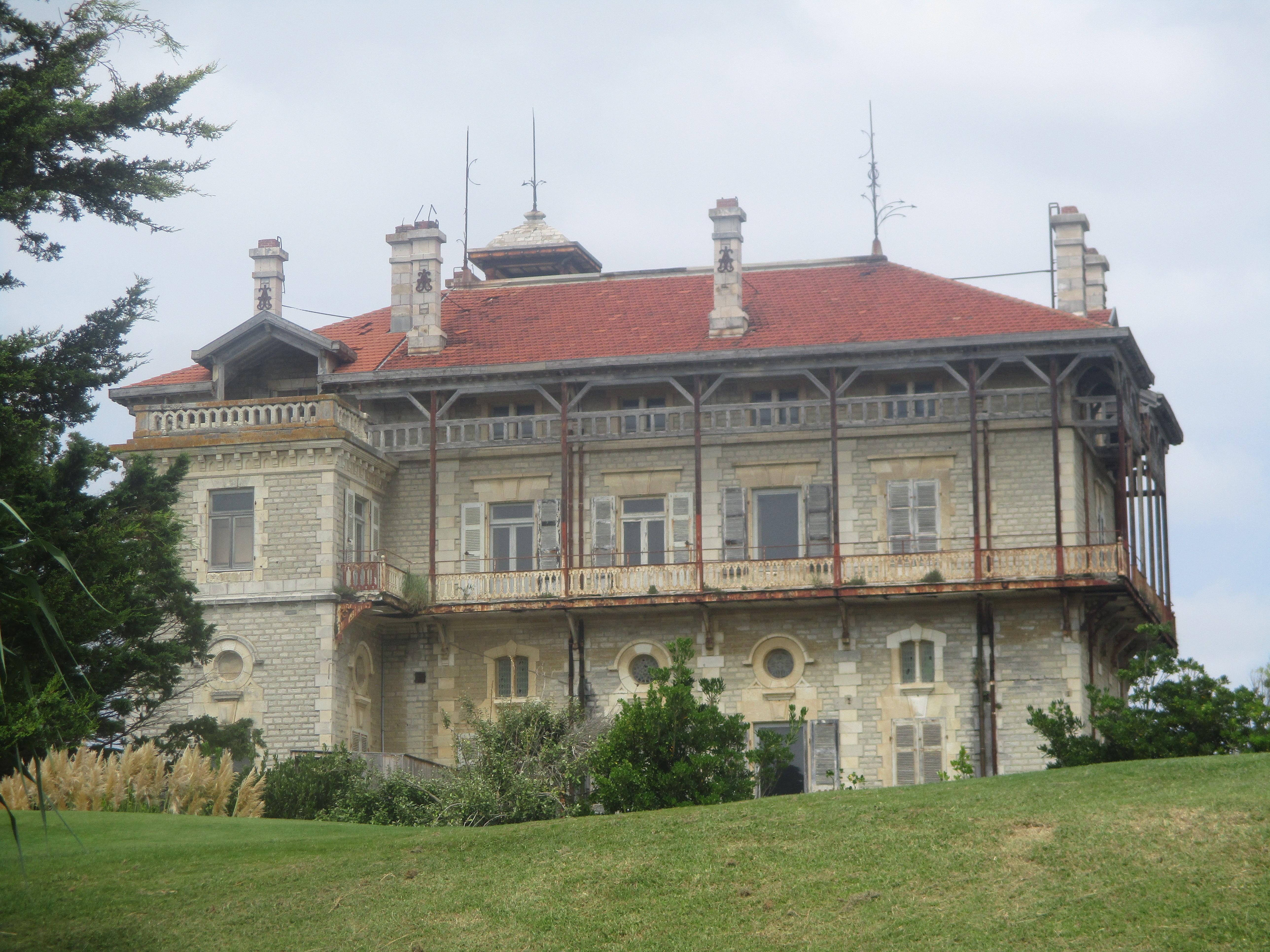
Das Château d’Ilbarritz
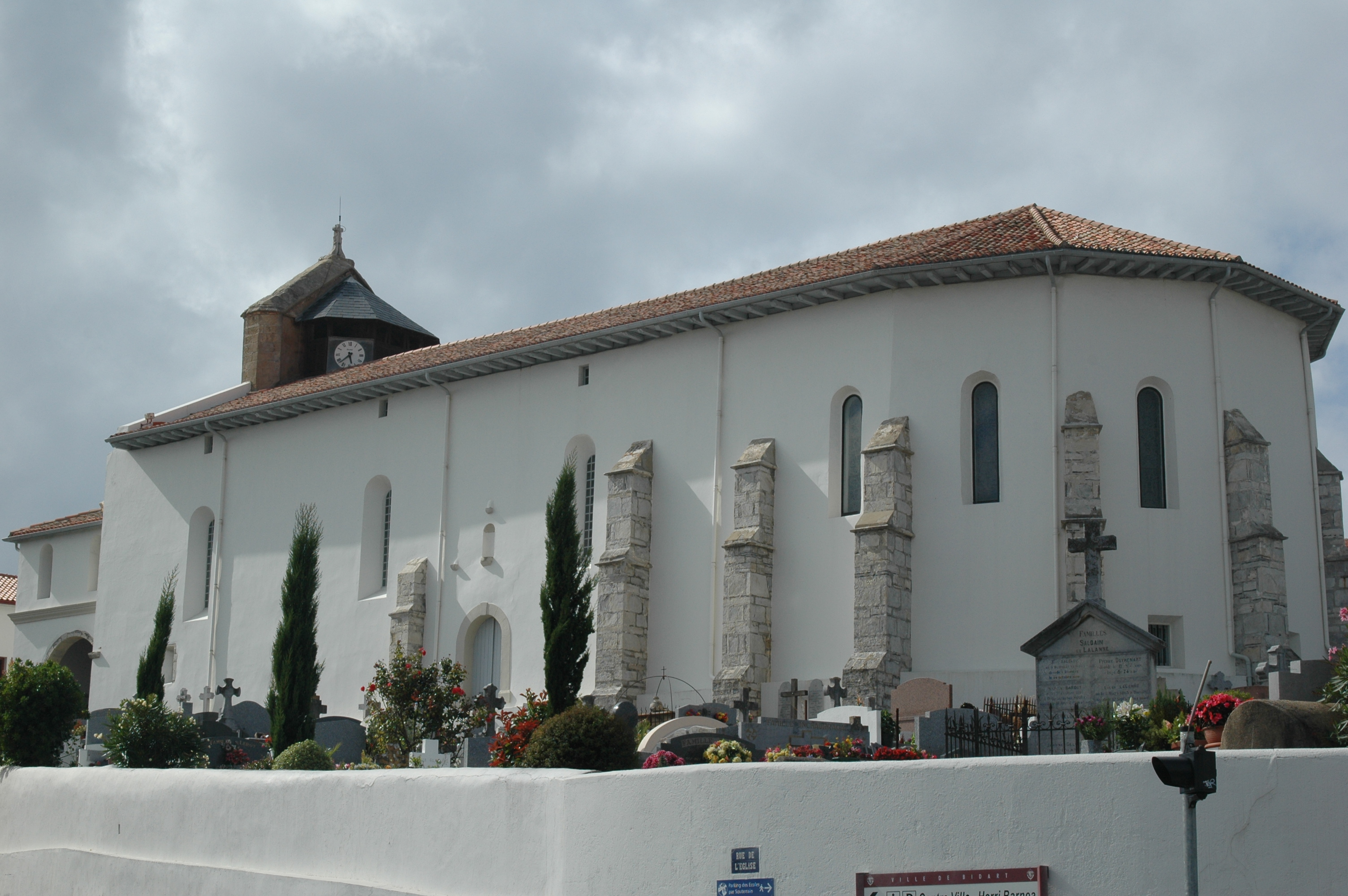
Kirche Notre-Dame de l’Assomption
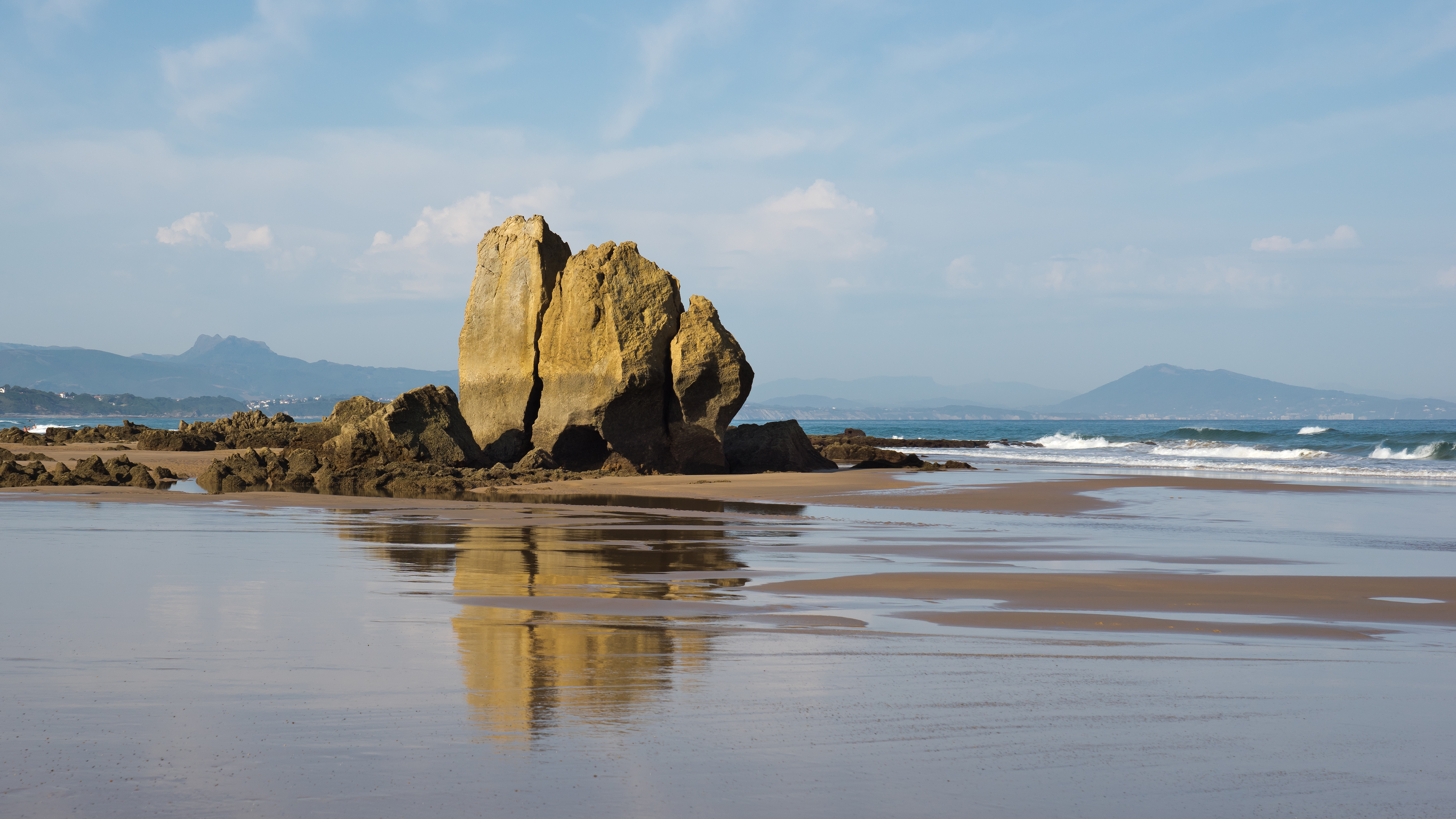
Strandabschnitt beim Château d’Ilbarritz